# Мюррей, Эндрю
Эндрю Диксон Мюррей (англ. Andrew Dickson Murray, 19 февраля 1812 — 10 января 1878) — шотландский ботаник, зоолог, энтомолог и юрист.

## Биография
Эндрю Мюррей родился в Эдинбурге 19 февраля 1812 года.
В 1857 году он стал профессором естественных наук в Эдинбурге. В этом же году Эндрю Мюррей был избран членом Королевского общества Эдинбурга. С 1858 по 1859 год он был президентом Ботанического общества Эдинбурга и президентом Королевского физического общества. В 1861 году Эндрю Мюррей переехал в Лондон. Он стал членом Лондонского Линнеевского общества. В 1869 году он был в Санкт-Петербурге в качестве делегата в ботаническом конгрессе. В 1877 году Эндрю Мюррей был назначен научным руководителем Королевского садоводческого общества.
Эндрю Мюррей умер в Кенсингтоне в Лондоне 10 января 1878 года.

## Научная деятельность
Эндрю Мюррей специализировался на семенных растениях.

## Научные работы
- 1853: Catalogue of the Coleoptera of Scotland.
- 1863: The Pines and Firs of Japan.
- 1866: The Geographical Distribution of Mammals.
- 1877: Economic Entomology[1].